# عدوى القدم السكرية
عدوى القدم السكرية هي أي عدوى في قدم الشخص المصاب بمرض السكر. قد تشمل الأعراض وجود قيح من الجرح أو احمرارًا أو تورمًا أو ألمًا أو حرارة.
يمكن أن تشمل المضاعفات وصول العدوى إلى العظم أو موت الأنسجة أو البتر أو الإنتان. تحدث هذه العدوى الشائعة بشكل متساوٍ بين الجنسين. وتشيع لدى الأشخاص الأكبر سنًا.
تحدث العدوى بعد حدوث قرحة القدم السكرية عادة، ومع ذلك يمكن لتقرح القدم أن يحدث لوحده بدون حدوث عدوى. تكون العدوى متعددة الميكروبات غالباً أي أنها تحتوي على عدة كائنات معدية، وتشمل هذه الكائنات كلًا من بكتيريا المكورات العنقودية، والمكورة العقدية، والزائفة الزنجارية، والبكتيريا سلبية الغرام. تساعد قلة تدفق الدم واعتلال الأعصاب المحيطية على حدوث العدوى. ويعتمد التشخيص على وجود الأعراض وربما تدعمها زراعة الأنسجة العميقة.
يشمل العلاج العناية المناسبة بالجروح واستخدام المضادات الحيوية. تعتمد مدة استخدام المضادات الحيوية على شدة العدوى، وتتراوح المدة من أسبوع واحد إلى 12 أسبوعًا. تشمل إرشادات الوقاية: ارتداء الأحذية المناسبة، وفحص القدم بانتظام، والسيطرة على عوامل الخطورة.

## آلية حدوث العدوى
يُساهم كل من اعتلال العصب، ومرض الشريان المحيطي، والإصابة بشكل مفرد أو متداخل في الفيزيولوجيا المرضية لعدوى القدم السكرية.

### اعتلال العصب
يسبب مرض السكري اعتلال الأعصاب المحيطية المتناظر الذي من الممكن أن يؤثر على الأعصاب الحسية أو الحركية. يسبب ضمور عضلات القدم والكاحل تغيرات في بنية القدم التشريحية وانخفاض رأس العظم المشطي ما يخلق منطقة ضغط على القدم. تسبب زيادة الضغط مع قلة الإحساس في الأطراف السفلى زيادة حدوث الإصابات المتكررة خلال المشي ما يسبب تقرح القدم. تزداد شدة التقرح في حالة عدم الاهتمام الصحيح بالقدم كترطيبها وفحصها بانتظام.

### مرض الشريان المحيطي
تؤدي التغيرات الأيضية كارتفاع نسبة سكر الدم في مرض السكري إلى زيادة احتمالية ارتفاع الدهون في الدم والإصابة بمرض تصلب الشرايين. يؤثر تصلب الشرايين في مرض السكري على الشريان الظنبوبي الأمامي والخلفي بشكل خاص، ما يقلل وصول الدم للأطراف السفلى. من الممكن أن يؤثر هذا على تماسك الجلد وحدوث التقرح الإقفاري والغنغرينا.
يختلف العمق الذي تصل إليه العدوى حيث تتراوح عدوى القدم في العمق من الأكثر سطحية إلى التهاب النسيج الخلوي إلى التهاب اللفافة النخار الأكثر عمقاً، والذي من الممكن أن يتطلب بتر الطرف لإنقاذ حياة المريض.  ومن الممكن أن تصل العدوى إلى العظم مسببة التهاب العظم ونخاعه. تكون العدوى غالباً متعددة الميكروبات وتتضمن أنواعاً مقاومة للمضادات الحيوية مثل عدوى المكورات العنقودية الذهبية المقاومة للميثيسيلين (MRSA).

## التشخيص
يعتمد التشخيص الأولي لعدوى القدم السكرية على التاريخ المرضي والفحص السريري الذي يشمل معاينة القدم وتقييم الجروح وفحص النبض والوظائف العصبية.

### التاريخ المرضي والفحص
يجب أخذ التاريخ المرضي لإصابات القدم الحديثة، وفحص الأطراف السفلى بحثاً عن علامات الإصابة التي تشمل: الاحمرار، التصلب، الانتفاخ، التقرح مع قيح وإفرازات، أو تشوهات عظمية. من الممكن أن تحدث التقرحات في غياب العدوى المرضية. ويعتمد تشخيص الجرح المصاب عادة على وجود علامتين أو أكثر من علامات الالتهاب. يجب فحص نبض الشرايين المحيطية (الشريان الظنبوبي الخلفي والشريان الظهراني للقدم) سريرياً. وفي حالة عدم الإحساس بهما فيستخدم السونار مع حساب مؤشر الضغط الكاحلي العضدي لتحديد وجود مرض الشرايين المحيطية من عدمه. يجب فحص التقرحات والجروح العميقة ومعرفة مدى عمقها وتحديد وصولها إلى العظم ما يعني حدوث التهاب العظم ونخاعه.
يشمل الفحص العصبي فحص الإحساس المحيطي بالاهتزاز والحرارة والألم، وكذلك فحص المنعكسات الوترية العميقة.

### التصوير الإشعاعي
من الممكن استخدام التصوير الإشعاعي لتقييم العدوى بشكل أفضل. ويعد التصوير بالأشعة السينية الأكثر شيوعاً حيث يُظهر الكسور، والتهاب العظم ونخاعه، وتجمع الغاز في حالة العدوى بميكروبات مكونة للغاز، وتكلس الأوعية الدموية أو وجود أجسام غريبة. يفيد التصوير بالرنين المغناطيسي في تحديد عمق العدوى في الأنسجة الرخوة ووجود التهاب العظم ونقيه، خاصة لدى المرضى الذين لا يستجيبون للعلاج الأولي بالمضادات الحيوية. أخيراً، من الممكن تقييم سلامة الأوعية الدموية في الأطراف السفلى باستخدام تصوير الأوعية بالرنين المغناطيسي أو السونار.